# Resolución 1965 del Consejo de Seguridad de las Naciones Unidas
La Resolución 1965 del Consejo de Seguridad de las Naciones Unidas fue aprobada por unanimidad el 22 de diciembre de 2010, después de considerar un informe del Secretario General Ban Ki-moon, sobre la Fuerza de las Naciones Unidas de Observación de la Separación (FNUOS) y reafirmando la resolución 1308 (de 2000), el Consejo prorrogó su mandato por otros seis meses, hasta el 30 de junio de 2011.
El Consejo de Seguridad pidió la aplicación de la resolución 338 (de 1973), que exigió que llevaran a cabo negociaciones entre las partes para una solución pacífica de la situación en el Oriente Medio. Acogió con satisfacción los esfuerzos de la FNUOS para aplicar la política de tolerancia cero del Secretario General sobre la explotación sexual y el abuso.
Por último, se pidió al Secretario General que informe antes del final del mandato de la FNUOS sobre las medidas para aplicar la Resolución 338 y la evolución de la situación. FNUOS fue establecido en 1974 por la resolución 350 para supervisar el alto el fuego entre Israel y Siria. El informe del Secretario General en cumplimiento a la resolución anterior sobre la FNUOS indicó que la situación en el Oriente Medio seguía siendo tensa hasta que se pudo llegar a un acuerdo, con el Secretario General alentando a reanudar a las conversaciones de paz para que fueron interrumpidas en diciembre de 2008.